# Santa Maria in Ara Coeli (titolo cardinalizio)
Santa Maria in Ara Coeli (in latino: Titulus Sanctæ Mariæ de Aracœli), conosciuto anche come Santa Maria in Capitolio, è un titolo cardinalizio istituito da papa Leone X il 10 luglio 1517, quando, in occasione del concistoro del 1º luglio, incrementò notevolmente il numero dei cardinali. Il 17 aprile 1527 papa Clemente VII soppresse il titolo con il breve apostolico Cum olim felicis recordationis; esso fu restaurato in forma provvisoria da papa Paolo III nel 1544 e restaurato definitivamente il 4 dicembre 1551 da papa Giulio III. Il titolo insiste sulla basilica di Santa Maria in Ara Coeli, che è retta dall'ordine dei frati minori.
Dal 21 febbraio 1998 il titolare è il cardinale Salvatore De Giorgi, arcivescovo emerito di Palermo.

## Titolari
Si omettono i periodi di titolo vacante non superiori ai 2 anni o non storicamente accertati.
- Cristoforo Numai, O.F.M. (10 luglio 1517 - 23 marzo 1528 deceduto)
  - Titolo soppresso nel 1527
  - Titolo restaurato nel 1544
- Francisco Mendoza Bobadilla (4 dicembre 1545 - 28 febbraio 1550 nominato cardinale presbitero di San Giovanni a Porta Latina)
- Giovanni Michele Saraceni (4 dicembre 1551 - 24 marzo 1557 nominato cardinale presbitero di Sant'Anastasia)
- Clemente d'Olera (o Dolera), O.F.M. (24 marzo 1557 - 6 gennaio 1568 deceduto)
- Alessandro Crivelli (o Cribelli) (20 novembre 1570 - 22 dicembre 1574 deceduto)
- Alessandro Riario (3 marzo 1578 - 18 luglio 1585 deceduto)
- Giovanni Battista Castrucci (15 gennaio 1586 - 14 febbraio 1592 nominato cardinale presbitero dei Santi Giovanni e Paolo)
- Francesco Maria Bourbon del Monte (14 febbraio 1592 - 24 gennaio 1611 nominato cardinale presbitero di Santa Maria in Trastevere)
- Agostino Galamini, O.P. (14 novembre 1612 - 6 settembre 1639 deceduto)
  - Titolo vacante (1639 - 1642)
- Ascanio Filomarino (10 febbraio 1642 - 3 novembre 1666 deceduto)
- Carlo Roberti (18 luglio 1667 - 14 febbraio 1673 deceduto)
- Giacomo Franzoni (27 febbraio 1673 - 30 aprile 1685 nominato cardinale presbitero di Santa Maria della Pace)
- Giacomo de Angelis (30 settembre 1686 - 15 settembre 1695 deceduto)
- Giovanni Francesco Negroni (2 gennaio 1696 - 1º gennaio 1713 deceduto)
- Giovanni Battista Bussi (30 novembre 1713 - 23 dicembre 1726 deceduto)
- Lorenzo Cozza, O.F.M. (20 gennaio 1727 - 19 gennaio 1729 deceduto)
- Alamanno Salviati (24 luglio 1730 - 24 febbraio 1733 deceduto)
- Marcello Passari (2 ottobre 1733 - 25 settembre 1741 deceduto)
- Carlo Leopoldo Calcagnini (23 settembre 1743 - 27 agosto 1746 deceduto)
- Carlo Rezzonico (15 maggio 1747 - 17 febbraio 1755 nominato cardinale presbitero di San Marco)
- Luigi Mattei (5 aprile 1756 - 30 gennaio 1758 deceduto)
- Giovanni Teodoro di Baviera (12 febbraio 1759 - 13 luglio 1761 nominato cardinale presbitero di San Lorenzo in Lucina)
- Baldassare Cenci (25 gennaio 1762 - 2 marzo 1763 deceduto)
  - Titolo vacante (1763 - 1766)
- Niccolò Oddi, S.I. (1º dicembre 1766 - 25 maggio 1767 deceduto)
- Vitaliano Borromeo (19 dicembre 1768 - 15 dicembre 1783 nominato cardinale presbitero di Santa Prassede)
- Innocenzo Conti (15 dicembre 1783 - 15 novembre 1785 deceduto)
- Alessandro Mattei (3 aprile 1786 - 2 aprile 1800 nominato cardinale vescovo di Palestrina)
  - Titolo vacante (1800 - 1803)
- Francesco Maria Locatelli (28 marzo 1803 - 13 febbraio 1811 deceduto)
  - Titolo vacante (1811 - 1816)
- Giovanni Battista Quarantotti (23 settembre 1816 - 15 settembre 1820 deceduto)
  - Titolo vacante (1820 - 1823)
- Fabrizio Turriozzi (16 maggio 1823 - 9 novembre 1826 deceduto)
- Giacomo Filippo Fransoni (23 giugno 1828 - 20 aprile 1856 nominato cardinale presbitero di San Lorenzo in Lucina)
- Francesco Gaude, O.P. (20 dicembre 1855 - 21 dicembre 1857 nominato cardinale presbitero di Santa Maria sopra Minerva)
- Giuseppe Milesi Pironi Ferretti (18 marzo 1858 - 21 marzo 1870 nominato cardinale vescovo di Sabina)
  - Titolo vacante (1870 - 1874)
- Maximilian Joseph von Tarnóczy (4 maggio 1874 - 4 aprile 1876 deceduto)
- Mieczysław Halka Ledóchowski (7 aprile 1876 - 30 novembre 1896 nominato cardinale presbitero di San Lorenzo in Lucina)
- Francesco Satolli (3 dicembre 1896 - 22 giugno 1903 nominato cardinale vescovo di Frascati)
- Beniamino Cavicchioni (25 giugno 1903 - 17 aprile 1911 deceduto)
- Diomede Angelo Raffaele Gennaro Falconio, O.F.M.Ref. (30 novembre 1911 - 25 maggio 1914 nominato cardinale vescovo di Velletri)
- Basilio Pompilj (28 maggio 1914 - 22 marzo 1917 nominato cardinale vescovo di Velletri)
- Filippo Camassei (18 dicembre 1919 - 18 gennaio 1921 deceduto)
- Juan Benlloch y Vivó (16 giugno 1921 - 14 febbraio 1926 deceduto)
- Jozef-Ernest Van Roey (23 giugno 1927 - 6 agosto 1961 deceduto)
- Juan Landázuri Ricketts, O.F.M. (22 marzo 1962 - 16 gennaio 1997 deceduto)
- Salvatore De Giorgi, dal 21 febbraio 1998